# Glenea fainanensis
Glenea fainanensis é uma espécie de escaravelho da família Cerambycidae.